# Вадне, Кароль
Каро́ль Марсе́ль Вадне́ (фр. Carol Marcel Vadnais; 25 сентября 1945, Монреаль, Канада — 31 августа 2014, Лаваль, Канада) — канадский хоккеист, защитник, двукратный обладатель Кубка Стэнли (1968, 1972).

## Игровая карьера
В течение 17 сезонов провёл в Национальной хоккейной лиге 1087 матчей (без учёта плей-офф), в которых набрал 587 (169+418) очков. Выступал за «Монреаль», «Окланд/Калифорния Голден Силз», «Бостон Брюинз», «Нью-Йорк Рейнджерс» и «Нью-Джерси Девилз». Большую часть карьеры провел в «Нью-Йорк Рейнджерс», хотя два Кубка Стэнли он завоевал, играя за «Монреаль Канадиенс» и «Бостон Брюинс», в сезонах 1967/68 и 1971/72 соответственно. Шесть раз принимал участие в Матчах всех звёзд (1969, 1970, 1972, 1975, 1976, 1978). Участник чемпионата мира 1977 года в составе сборной Канады.
Завершил карьеру в 1983 году. Затем несколько лет тренировал (как ассистент в «Нью-Йорк Рейнджерс», затем главный тренер в команде QMJHL «Верден Жуниор Канадиенс»).